# Blanche xứ Artois
Blanche xứ Artois (tiếng Pháp: Blanche d'Artois, tiếng Hà Lan: Blanca van Artesië; tiếng Basque: Blanka Artoiskoa; k. 1248 – 2 tháng 5 năm 1302) là một thành viên của Nhà Capet, dòng Artois. Với tư cách là một vương thái hậu, bà nắm giữ vương quyền của Vương quốc Navarra và lãnh địa bá tước Champagne trong 4 năm từ 1270 đến 1274. Bà kết hôn lần đầu với Henry I của Navarre. Sau cái chết của chồng, bà trở thành nhiếp chính của đứa con gái sơ sinh, Jeanne. Sau đó, bà truyền lại vương quyền của Navarra cho Philippe III của Pháp (anh họ của bà và cũng người cha chồng tương lai của con gái bà) về phần luật pháp, nhưng vẫn giữ quyền cai trị lãnh địa của Champagne. Sau đó, bà lại tiếp tục chia sẻ quyền cai trị xứ Champagne với người chồng thứ hai, hoàng tử Anh Edmund Crouchback, con trai của Henry III của Anh, cho đến khi con gái bà, Jeanne đến tuổi thành niên.

## Làm vương hậu
Blanche là con lớn và là con gái duy nhất của Robert I, Bá tước xứ Artois và Mathilde de Brabant, Nữ bá tước xứ Artois. Là cháu gái ngoại của vua Louis IX của Pháp, Blanche có lẽ sinh năm 1248. Đến tháng 2 năm 1269, sau khi nhận được chấp thuận của giáo hoàng, bà đã kết hôn vương tử Henri, em trai của vua Thibaut II. Buổi lễ diễn ra tại Melun gần Paris. Đến lượt Thibaut, sau đó đã kết hôn với chị họ của Blanche, Isabelle của Pháp. Khi Thibaut II và vương hậu Isabelle rời vương quốc để tham gia cuộc Thập tự chinh thứ tám, Henri đã tạm thời cai quản vương quốc của anh trai mình. Khi nhà vua qua đời vào tháng 12 năm 1270, góa phụ Isabelle vẫn tạm thời giữ địa vị vương hậu trong vòng vài tháng, cho đến khi chồng của Blanche đăng cơ, trở thành Vua của Navarra và Bá tước xứ Champagne.
Henri và Blanche có một con trai là Thibaut, vị vua triều dại nhà Blois. Tuy nhiên, vào năm 1273, họ đã mất con trai trong một tai nạn.; Một cô con gái tên Jeanne, sinh cùng năm, là đứa con duy nhất của cặp vợ chồng hoàng gia và được Nhà vua và Giáo hoàng thừa nhận là người thừa kế. Năm sau, vào ngày 22 tháng 7, Henri đã qua đời. Cái chết của hai vị vua trong vòng năm năm và sự lên ngôi của một nữ vương sơ sinh, người phụ nữ đầu tiên cai trị Navarra và Champagne, đã gây ra một cuộc khủng hoảng chính trị về sau này. Phải mãi đến khi nữ vương sơ sinh được sắp xếp kết hôn với hoàng tử Philip, vị vua Pháp tương lai, thì vấn đề mới cơ bản phần nào được giải quyết.

## Quyền hạn
Trước khi Blanche nắm nhiếp chính, đã từng có một số lần các góa phụ nắm quyền nhiếp chính. Tuy nhiên, đây là lần nhiếp chính đầu tiên dành cho một nữ vương cai trị. Các vương quốc lân cận là Castilla và Aragon chuyển sang tranh chấp trong tình thế bấp bênh. Cả Alfonso X của Castile và Peter III của Aragon đều muốn nắm quyền ở Navarra cho vương triều của họ bằng cách kết hôn hoặc bằng vũ lực. Trong khi Pedro dự tính cuộc hôn nhân với một người em họ của Jeanne, Alfonso chuyển quân đến Navarre và bắt đầu bao vây Viana. Các công dân trung thành đều đứng ra bảo vệ thành phố. Vương thái hậu Blanche đã cảm ơn họ bằng cách ban cho họ các đặc quyền.
Blanche vẫn ở Pamplona ít nhất cho đến ngày 14 tháng 4, nhưng sau đó bà bỏ trốn khỏi vương quốc, mang theo Jeanne với lý do đi thăm các thái ấp của con gái bà ở phía bắc nước Pháp. Nhưng trên thực tế, bà đã tìm kiếm sự bảo vệ từ người anh họ của mình, Vua Philippe III của Pháp. Vào tháng 11, bà bày tỏ lòng kính trọng đối với ông vì những tài sản ở Pháp của con gái bà. Nhưng vua Philippe lại băng hà. Sự ra đi không đúng lúc gần như ngay lập tức của cả nhà vua và nhiếp chính chỉ làm phức tạp thêm tình hình ở Navarra. Vào tháng 5 năm 1275, Blanche ký Hiệp ước Orléans, theo đó bà hứa gả Jeanne cho một trong hai người con trai lớn của Vua Pháp, Louis hoặc Philippe. Người con trai cả của Philippe III qua đời trong vòng một năm, và Philippe IV tương lai được vừa làm người thừa kế ngai vàng Pháp vừa là chú rể của Jeanne. Blanche quản lý các vùng lãnh thổ của Jeanne từ Paris, bổ nhiệm các thống đốc cho Navarra. Sau đó, vai trò này được đảm nhận bởi người cha chồng tương lai của Jeanne, trong khi Blanche vẫn giữ quyền điều hành Champagne và Brie.

## Đám cưới tại Anh
Từ ngày 28 tháng 7 đến ngày 29 tháng 10 năm 1276, tại Paris, Blanche trở thành vợ thứ hai của Edmund Crouchback, em trai của Vua Edward I của Anh. Cuộc hôn nhân được sắp xếp bởi vương hậu của Pháp Marguerite xứ Provence, người mong muốn có được một cô cháu dâu giàu có cho cháu trai của mình. Tuy nhiên, cũng có nguồn tin cho rằng cả hai kết hôn vì sự hấp dẫn của nhau. Edmund tham gia cùng Blanche quản lý Champagne và Brie. Edmund và Blanche có bốn người con: Mary chết non, Thomas, Henry và John.
Khi Jeanne đủ tuổi để kết hôn và nắm toàn quyền thừa kế, vào năm 1284, Blanche và Edmund phải từ bỏ quyền điều hành vài lãnh địa. Họ được bồi thường bởi người của Blanche, một khoản tiền kếch xù và quyền sử dụng cung điện của các vị vua Navarra ở Paris. Năm sau, Philippe III qua đời và được kế vị bởi con rể của Blanche, Philip IV.
Khi xung đột nổ ra giữa Anh và Pháp vào năm 1293, Edmund và Blanche rời Paris và chuyển đến Anh. Họ quay trở lại Pháp vào năm 1296 nhưng cư trú trong tài sản địa phương của Vua Edward, nơi Edmund từng là khâm sai của Gascony. Blanche lại làm bà vợ góa vào tháng 6 cùng năm khi Edmund tử trận trong cuộc vây hãm Bordeaux. Bà trở lại triều đình của anh rể vào tháng 11 nhưng không ở lại Anh lâu. Bà nhận được của cải, bao gồm một phần ba tất cả các vùng đất của Edmund và tất cả các quyền của ông trong lãnh địa Ferrers. Vào năm 1298, bà đã trở lại Pháp. Bà thành lập một tu viện dòng Phan Sinh ở Nogent-l'Artaud vào năm 1299, dành riêng cho Thánh Louis IX của Pháp, và tuyên bố mong muốn được chôn cất ở đó hơn là với người chồng thứ hai ở London hoặc với người chồng đầu tiên ở Provins. Thi thể của Blanche được chôn cất tại Tu viện Cordeliers ở Paris, nơi con gái của bà sau này được chôn cất bên cạnh bà.